# Armstrong Whitworth Whitley
L'Armstrong-Whitworth A.W. 38 Whitley est un bombardier bimoteur britannique de la Seconde Guerre mondiale. Entré en service en mars 1937, le Whitley fut un des premiers bombardiers lourds de nuit de la RAF et son premier appareil à revêtement travaillant (le fuselage seulement, la partie arrière de la voilure étant entoilée).

## Origine
Deux ans après avoir rédigé la Spécification B.9/32 qui donna naissance aux Vickers Wellington et Handley Page Hampden, l’Air Ministry lança un nouveau cahier des charges pour un bombardier de nuit bimoteur pouvant effectuer des missions secondaires de transport. La spécification B.3/34 insistait sur la facilité de construction pour faciliter la production du futur appareil, dont le nombre de pièces devait donc être le plus faible possible. Cet appareil fut développé dans un temps record sous la direction de l’ingénieur en chef d’Armstrong-Whitworth, J. Lloyd, et baptisé du nom d’un quartier de Coventry où se situait la principale usine du constructeur.
Le futur appareil faisait appel à des techniques de construction très modernes, puisque le fuselage avait une structure monocoque à revêtement travaillant en alliage léger. Les sections des profilés étaient standardisées, les courbes éliminées au maximum. Le résultat était un monoplan à aile basse cantilever de faible allongement et profil épais construit autour d’un longeron-caisson très résistant. Le revêtement du bord d’attaque et du caisson de voilure était métallique, fixé par des rivets à tête noyée, le bord de fuite entoilé. Cette voilure avait une incidence de 8,5° pour assurer une course au décollage et à l’atterrissage la plus courte possible, ce qui explique l’allure caractéristique en vol du Whitley : les moteurs ayant une assiette relevée, le fuselage donnait l’impression de piquer en permanence.
L’épaisseur du profil permettait d’installer dans le bord d’attaque les réservoirs principaux à l’extérieur des moteurs (841 litres par aile), et un réservoir d’huile entre chaque moteur et le fuselage. Derrière ce réservoir d’huile 14 cellules permettaient d’emporter autant de petites bombes. Le bord de fuite était occupé par des ailerons Frise et des volets de bord de fuite à commande hydraulique.
Construit en trois sections, le fuselage avait une hauteur dictée par celles des tourelles Armstrong-Whitworth à commande manuelle installées à l’avant et à l’arrière, sans oublier la hauteur du pare-brise du poste de pilotage. Un réservoir de 700 litres était installé dans le fuselage, au-dessus du longeron de voilure, les deux soutes ventrales étaient fermées par des portes en bois à revêtement métallique ouvertes par le poids des bombes larguées et se refermant grâce à des sandows. Ces portes de soute à bombes valurent au Whitley le surnom de Flying Barn Door (littéralement : porte d'étable volante). L’équipage comprenait un pilote, un copilote-navigateur, un opérateur radio, un bombardier-mitrailleur avant et un mitrailleur arrière.
Tracté par deux moteurs 14 cylindres en double étoile Armstrong Siddeley Tiger IX de 795 ch entrainant des hélices tripales de Havilland à pas variable, le premier prototype [K4586] effectua son premier vol le 17 mars 1936 à Baginton, piloté par A.C. Campbell Orde, chef pilote chez Armstrong-Whitworth. Atteignant 309 km/h à 2 130 m, capable de grimper à 4 570 m en 27,4 minutes et de parcourir 2 000 km à 258 km/h à cette altitude, le Whitley répondait aux attentes de la RAF. Heureusement car 80 appareils avaient été mis en commande dès août 1935 pour rééquiper les unités de bombardement lourd.
Le second prototype [K4587] fut remis au Royal Aircraft Establishment pour essais.

## Les versions
- Whitley I : 80 Whitley ayant été commandés par l’Air Ministry dès août 1935 (Commande no 421118/35) pour rééquiper les unités de bombardement lourd de la RAF, le premier exemplaire [K7183] sortit d’usine en mars 1937. Dès leur livraison, ces appareils furent remis au No 10 Sqdn de Dishforth, Yorkshire, pour remplacer des Handley Page Heyford. Sensiblement identique aux prototypes, le Whitley I pesait 6 465 kg à vide et 9 785 kg en charge. Il pouvait emporter 1 525 kg de bombes et son armement défensif comprenait une mitrailleuse Vickers de 7,69 mm dans chaque tourelle. En cours de production il apparut nécessaire d’affecter d’un dièdre positif les panneaux externes de voilure, modification appliquée rétroactivement aux premiers appareils. 34 Whitley I seulement sortirent d’usine, dont 3 modifiés en prototypes Whitley III/IV, puis ce modèle céda sa place sur les chaines au Whitley II.
- Whitley II : Mis en service en janvier 1938, cette seconde version répondant à la spécification B.21/35 ne se distinguait de la précédente que par les moteurs, des Armstrong Siddeley Tiger VIII de 920 ch équipés de compresseurs à deux vitesses qui amélioraient sensiblement les performances : à 4 570 m la vitesse maximale passait à 346 km/h et la vitesse de croisière à 285 km/h pour une autonomie de 2 118 km et un plafond de 7 000 m. 46 exemplaires furent livrés, soldant la première commande de 80 appareils.
- Whitley III : Dès 1936 Armstrong-Whitworth avait reçu une seconde commande (no 522438/36) pour 80 bombardiers de nuit, répondant cette fois à la spécification B.20/36, qui mettait l’accent sur un renforcement de l’armement : La tourelle manuelle avant était remplacée par une tourelle motorisée Nash & Thomson (en), toujours équipée d’une unique mitrailleuse Vickers de 7,69 mm, et une gondole rétractable, pivotant sur 360° et armée de 2 mitrailleuses Browning de 7,69 mm, installée à la base du fuselage arrière. En fait cette gondole pesait lourd et réduisait considérablement les performances quand elle était abaissée. Elle ne fut donc jamais utilisée en opérations, mais son puits se révéla très utile pour larguer des parachutistes. Les lance-bombes étaient également modifiés pour accepter des bombes de taille plus importante, le dièdre des panneaux extérieurs de voilure légèrement relevé, et l’avant du fuselage voyait apparaître une excroissance vitrée facilitant le travail du bombardier.

Un Whitley I [K7211] servit de prototype et les premiers exemplaires de série arrivèrent dans les escadrilles en août 1938. Le dernier exemplaire [K9015] fut livré fin 1938.
- Whitley IV : L’évolution des avions de combat ayant été extrêmement rapide entre 1935 et 1938, les Whitley III étaient pratiquement démodés au moment de leur entrée en service. Heureusement pour le Bomber Command, 40 Whitley IV [K9016/K9055], plus puissants et mieux armés, avaient également été commandés en 1936. On commença donc par renforcer la structure d’un Whitley I [K7208] pour pouvoir décoller à la masse maximale de 15 175 kg. La distance franchissable était alors de 3 125 km. Il fut ensuite remotorisé avec des moteurs 12 cylindres en V Rolls-Royce Merlin IV développant 1 030 ch au décollage et 990 ch en régime continu à 3 700 m, entrainant des hélices à vitesse constante Rotol. Les performances de l’appareil étaient nettement améliorées par cette nouvelle motorisation : La vitesse maximale passait à 395 km/h à 4 950 m pour une vitesse de croisière de 346 km/h à 4 570 m, altitude atteinte en tout juste 16 minutes. Les moteurs possédaient par contre un couple plus important, difficile à contrôler même en agissant à la fois sur les gaz et la dérive, et le Whitley IV décollait le plus souvent "en crabe".

Deux autres Whitley I, les [K7209] et [K7211], furent utilisés pour développer les autres spécificités de cette version. Le Whitley IV recevait en effet une tourelle arrière motorisée Nash & Thomson équipée de 4 mitrailleuses Browning de 7,69 mm. Enfin la capacité des réservoirs passait à 3 205 litres par installation de deux outres supplémentaires de voilure. Le Whitley IV pouvait donc parcourir 2 015 km avec ses réservoirs, mais l’ajout de réservoirs supplémentaires en soute permettait de passer à 2 900 km.
Whitley IVA : 7 Whitley IV motorisés sur chaine avec des Merlin X développant 1 075 ch au décollage et 1 130 ch en régime continu à 1 600 m.
- Whitley V : 1938 vit la commande (no 75147/38) de 302 bombardiers supplémentaires à moteur Merlin X. Mais ce modèle, dont la masse au décollage pouvait atteindre 15 175 kg en surcharge, se distinguait par un fuselage allongé de 38 cm en arrière du stabilisateur pour améliorer le champ de tir de la tourelle arrière. L’empennage vertical était aussi redessiné et le bord d’attaque de l’aile doté d’un dégivrage pneumatique. Une commande supplémentaire (no 38599/39) de 150 appareils fut passée en 1939, mais le 15 mai 1940 le tout nouveau Ministère de la Production aéronautique, dirigé par Lord Beaverbrook, et l’État major de la RAF s’accordèrent sur une liste de 5 avions à produire en priorité, dont le Whitley. 1 170 bimoteurs furent donc commandés (commande no 106962/40), la production passant à 12 machines par semaine début 1942. Au total 1 476 Whitley V sortirent d’usine. C'est donc numériquement la série la plus importante.
- Whitley VI : Projet non réalisé de bombardier à moteur Merlin XX.
- Whitley VII : Fin septembre 1939 le No 58 Sqdn fut temporairement mis à la disposition du Coastal Command par le Bomber Command. L’autonomie considérable du Whitley présentait effectivement un intérêt pour les missions de reconnaissance maritime. Courant 1940 un Whitley V [P4949] fut donc modifié pour servir de prototype à une version spécifiquement destinée à la lutte anti sous-marine, et le premier avion équipé du radar de détection de navires de surfaces à longue portée A.S.V. Mk.II, dont les antennes étaient nettement visibles sur le fuselage. Ces antennes, conjuguées au poids de l’appareil, porté à 8 880 kg à vide et 15 380 kg en charge, réduisaient la vitesse de croisière à 4 570 m à 307 km/h, mais la capacité de carburant passant à 5 000 litres, l’autonomie atteignait 3 700 km. Aménagé pour 6 hommes, le Whitley VII fut mis en service à l’automne 1941, 146 exemplaires ayant été commandés par avenant à la commande no 106962/40. Dès le 30 novembre 1941 un Whitley VII du No 502 Sqdn attaqua au large de Nantes le sous-marin U-71, qui parviendra à s’échapper (On a longtemps cru qu'il s'agissait du U-206, porté disparu à la même époque).

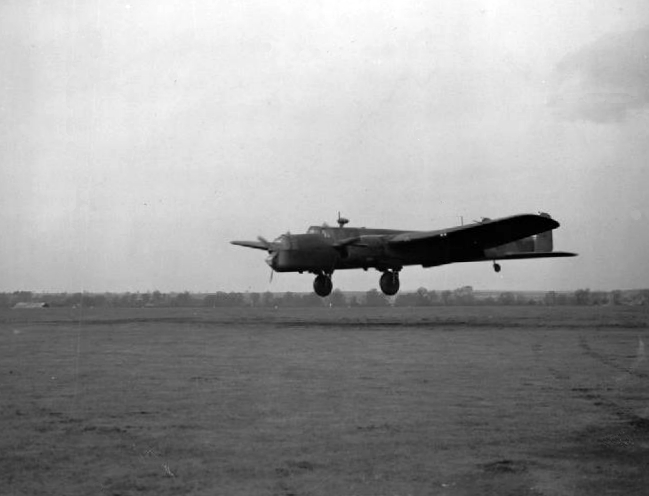
Whitley V

## Production
1 814 appareils, soit :
- 2 prototypes [K4586/K4587]
- 34 Mk I [K7183/7216]
- 46 Mk II [K7217/72262]
- 80 Mk III [K8936/9015]
- 40 Mk IV [K9016/K9055]

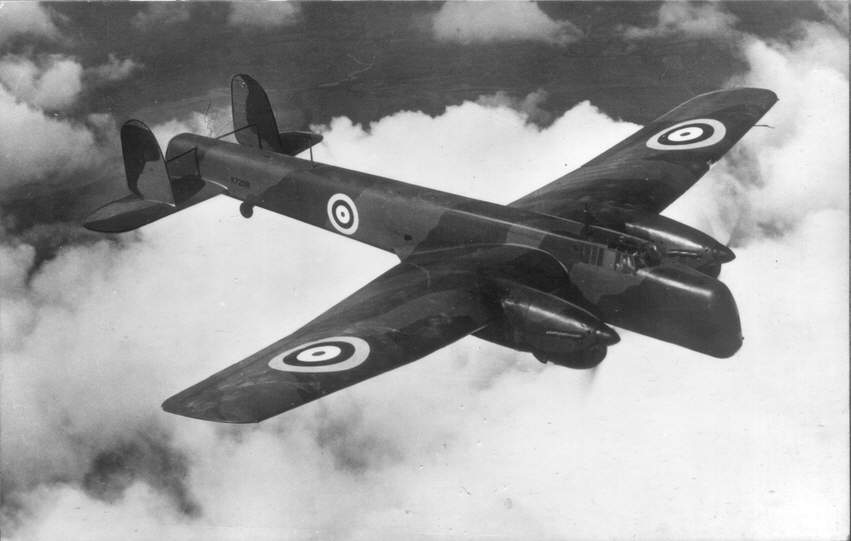
Armstrong Whitworth Whitley Mk I (K7208)

- 1476 Mk V [N1345/1394, N1405/1444, N1459/1508, N1521/1528, N4930/4974, N4980/5029, N5040/5065, N5070/5112, T4130/4179, T4200/4239, T4260/4299, T4320/4339, Z6461/6510, Z6552/6586, Z9510/9515, Z6624/6673, Z6720/6764, Z6793/-6842, Z6862/6881, Z6931/6959, Z6970, Z6980, Z9119, Z9125/9134, Z9140/9168, Z9188, Z9189, Z9200/9232, Z9274/-9323, Z9361/9363, Z9484/9390, Z9419/9443, Z9461/9490, Z9510/9515, AD665/714, BD189/238, BD252/296, BD346/395, BD411/422, DB435/445, BD493/512, BD530/560,BD626/639, BD659/674, EB283/313, EB337/367, EB384/391, EB402/410, LA763/793, LA818/856, LA868/899, LA914/951]
- 146 Mk VII [Z6960/6969, Z9120/9124, Z9135/9139, Z9190/9199, Z9364/9383, Z9516/9529, BD421/434, BD561/574, BD620/625, BD675/693, EB282, EB327/336, EB392/401, LA794/798, LA813/817].

Les premiers Whitley furent livrés à la RAF en mars 1937, le dernier le 6 juin 1943. Le dernier appareil sorti d’usine, le 12 juillet 1943, fut conservé par le constructeur pour des essais en vol.
Aucun Whiteley n’a été conservé entier, mais le Midland Air Museum possède deux sections de fuselage.

## En service
- Royal Air Force : Les premiers Whitley I furent livrés au No 10 Sqdn le 9 mars 1936 à Dishford, Yorkshire. Trois mois plus tard cette unité passait sous le contrôle du No 4 Bomber Group, dont tous les Squadrons furent équipés de Whitley. Les Whitley II arrivèrent à leur tour en unité (No 58 Sqdn) en janvier 1938, suivis en août des premiers Whitley III (No 50 Sqdn). En mai 1939 le No 10 Sqdn reçut les premiers Whitley IV, tandis que le No 78 Sqdn prenait en compte les Whitley IVA en août 1939. Enfin en décembre 1939 les No 10 et 51 Sqdn commencèrent leur rééquipement sur Whitley V.

3 Whitley III du No 51 et 7 appareils du No 58 Sqdn, stationnés à Leconfield, réalisèrent la première mission de nuit du Bomber Command sur l’Allemagne, un lâcher de tracts sur les régions de Brême, Hambourg et la Ruhr le 1er septembre 1939. Durant la drôle de guerre les missions de ce type, baptisées ‘bumphlet raids’ par les équipages de No 4 Group furent nombreuses. Le 1er octobre 1939, trois Whitley IV du No 10 Sqdn effectuèrent un lâcher de tracts sur Berlin, réalisant la première mission ‘de guerre’ de la RAF sur la capitale allemande.
Le 3 septembre 1939, le No 4 Bomber Group commandé par l’Air Commodore A.T.Harris est le seul groupe aérien spécialisé dans le bombardement de nuit dans le Monde. Il comptait 5 unités sur Whitley III et IV, seul le No 77 Sqdn ayant commencé à recevoir des Whitley V. 196 Whitley étaient en compte (32 Mk I, 43 Mk II, 76 Mk III, 33 Mk IV, 7 Mk IVA et 5 Mk V). Aux lâchers de tracts s’ajoutèrent désormais des reconnaissances sur les bases d’hydravion allemandes en mer du Nord. Des mines flottantes furent également mouillées devant Sylt dans la nuit du 12 au 13 décembre 1939.
Dans la nuit du 19 au 20 mars 1940, 30 Whitley V des No 10, 51, 77 et 102 Squadrons et 20 Handley Page Hampden du No Group bombardèrent la base d’hydravions de Hornum. Quand la Wehrmacht lança son offensive à l’Ouest le No 4 Group bombarda la gare de Mönchengladbach. Le 11 juin 1940, les Whitley des No 10, 51, 58, 77 et 102 Sqdns atteignirent des objectifs à Turin et Gênes, devenant les premiers appareils de la RAF à bombarder l’Italie. D’autres missions, tout aussi spectaculaires, furent réalisées sur des objectifs en Autriche, Tchécoslovaquie, Pologne. Le 29 avril 1942, un bombardement sur Ostende marqua la dernière utilisation du Whitley par le Bomber Command.
Dès 1939, le rayon d’action exceptionnel du Whitley intéressa le Coastal Command et, après un détachement du No 58 Sqdn fin septembre, le bombardier commença à remplacer les Avro Anson du No 502 Sqdn d’Aldergrove pour les missions de surveillance maritime. En mars 1941, le No 612 Sqdn, stationnant à Reykjavik, en Islande, fut équipé à son tour. Quelques mois plus tard arrivèrent au No 502 Sqdn les premiers Whitley VII. Le 30 novembre 1941, un Whitley VII du No 502 Sqdn attaquait le U-71 dans le Golfe de Gascogne. Le Coastal Command utilisa ce bimoteur en première ligne jusque fin 1942.
Retirés progressivement de première ligne, les Whitley continuèrent à rendre de bons services pour certaines opérations spéciales (parachutages divers à travers l’Europe occupée). La No 1 Parachute Training School de Ringway (Manchester), utilisa toutes les versions de l’appareil, sauf le Whitley VII, pour assurer l’entrainement des troupes aéroportées. Durant l’Opération Colossus, le 10 février 1941, une unité spéciale chargée de détruire un pont-aqueduc à Tragino, Italie, fut larguée par des Whitley. L’Opération Bruneval, les 27 et 28 février 1942, qui permit aux troupes aéroportées de capturer une station radar Wurzburg complète, fit également appel aux Whitley.
La tourelle arrière remplacée par un treuil, le Whitley fut également utilisé comme remorqueur de planeurs d’assaut, en particulier à la No 21 Heavy Glider Conversion Unit de Brize Norton.
Unités :
- Bomber Command : No 7 (mars 1938 – may 1939, code MG), 10 (mars 1937 – décembre 1941, code ZA. Détaché au Coastal Command en novembre et décembre 1939 ), 51 (février 1938 – octobre 1942, code MH. Détaché au Coastal Command de mai à octobre 1942), 53 (février à mai 1943), 58 (octobre 1937 – janvier 1943, code GE. Détaché au Coastal Command de septembre 1939 à mai 1940. Transféré au Coastal Command en avril 1942), 76 (code MP), 77 (novembre 1938 – octobre 1942, code KN. Détaché au Coastal Command de novembre 1939 à mai 1940 puis de mai à octobre 1942), 78 (juillet 1937 – mars 1942, code EY), 97 (février 1939 – mai 1940, code OF), 102 (octobre 1938 – février 1942, code DY), 103 (code PM) et 166 (juillet 1938 – avril 1940, code AS) Squadron. Rattachés au Bomber Command, les No 138 (août 1941 – octobre 1942, code NF et AC) et 161 (février à décembre 1942, code JR) Squadron étaient en fait affectés aux Opérations spéciales. Coastal Command : No 51, 58, 77 (voir plus haut pour ces trois unités), 502 (octobre 1940 – février 1943) et 612 (novembre 1940 - juin 1943) Squadron Transport : No 295, 296 et 299 Squadron.

- Fleet Air Arm : La Fleet Air Arm reçut un Whitley [Z9192] le 28 juillet 1942 pour évaluation, puis le 17 août suivant la RAF lui transféra 16 Whitley GR VII modifiés en classes volantes pour permettre aux mécaniciens-navigants de se familiariser avec l’utilisation des moteurs Merlin. Ces appareils arrivèrent à partir du 12 mai 1944 au No 734 Engine Handling Sqdn de Worthy Down et furent utilisés jusqu’à la dissolution de cette unité en février 1946.
- BOAC : En avril/mai 1942 quinze Whitley V furent également modifiés en avion-cargo. Dépourvus d’armement et versés à la BOAC, ils permirent de livrer à Malte ou au Proche-Orient un certain nombre de produits de première nécessité. Un exemplaire [G-AGCI] fut perdu en Méditerranée, les autres restitués à la RAF fin 1943. [G-AGCF/BD360, G-AGCG/BD361, G-AGCH/BD362, G-AGCI/BD382, G-AGCJ/BD383, G-AAGCK/BD384, G-AGDU/Z9208, G-AGDV/Z9216, G-AGDW/Z6660, G-AGDX/BD385, G-AGDY/BD386, G-AGDZ/BD387, G-AGEA/BD388, G/AGEB/BD389 et G-AGEC/BD390].